# Étrennes (nouvelle)
Étrennes est une nouvelle de Guy de Maupassant, parue en 1887.

## Historique
Étrennes est une nouvelle de Guy de Maupassant initialement publiée dans le quotidien Gil Blas  du 7 janvier 1887, puis dans le recueil Le Colporteur en 1900.

## Résumé
En cette nuit du Nouvel An, Jacques de Randal reçoit à l'improviste sa maîtresse Irène.

## Éditions
- 1887 - Étrennes, dans Gil Blas
- 1900 - Étrennes, dans Le Colporteur, recueil de nouvelles (posthume) chez l'éditeur Ollendorff.
- 1979 - Étrennes, dans Maupassant, Contes et nouvelles, tome II, texte établi et annoté par Louis Forestier, Bibliothèque de la Pléiade, éditions Gallimard.

## Lire
- Lien vers la version de Étrennes dans Contes divers,